# Пти Бур
Пти Бур (фр. Petit-Bourg) град је у Француској, у департману Гваделуп.
По подацима из 1999. године број становника у месту је био 20.528.

## Демографија
| 1999.  | 2011.  |
| ------ | ------ |
| 20.528 | 23.729 |